# Vern Riffe State Office Tower
La Vern Riffe State Office Tower es un rascacielos de 153 m de altura en Capitol Square en el centro de la ciudad de Columbus, la capital del estado de Ohio (Estados Unidos). Fue terminado en 1988 y tiene 32 pisos. NBBJ diseñó el edificio, que es el quinto más alto de Columbus, y tiene 102.192 m² de superficie. El edificio recibió su nombre de Vernal G. Riffe, Jr., quien se desempeñó como presidente de la Cámara de Representantes de Ohio de 1975 a 1994. El complejo también alberga el Teatro Capitol de 854 asientos.
Costó 130 millones de dólares.
La oficina de trabajo del gobernador de Ohio, Mike DeWine, está ubicada en el piso 30 del edificio.